# Milan Leban
Milan Leban, slovenski uradnik, * ?.
Leban je bil namestnik poveljnika Civilne zaščite za Severno Primorsko.

## Odlikovanja in nagrade
Leta 2001 je prejel častni znak svobode Republike Slovenije z naslednjo utemeljitvijo: »za zasluge pri reševanju človeških življenj in imetja ob naravnih nesrečah v Posočju, posebej še v Logu pod Mangartom«.